# Sorsele (gemeente)
Sorsele (Zuidsamisch: Suarsa; Umesamisch: Suorssá) is een Zweedse gemeente in het landschap Lapland. De gemeente behoort tot de provincie Västerbottens län. Ze heeft een totale oppervlakte van 8012,0 km² en telde 2957 inwoners in 2004.

## Plaatsen
- Sorsele (plaats)
- Blattnicksele
- Gargnäs
- Ammarnäs